# Music of Mass Destruction
Music of Mass Destruction es el segundo álbum en vivo de la banda estadounidense Anthrax, publicado en formato CD y DVD. Las canciones fueron grabadas el 5 y 6 de diciembre de 2003, durante dos presentaciones de la banda en la ciudad de Chicago.
La carátula del disco fue diseñada por el reconocido historietista Alex Ross.

## Lista de canciones

### Disco 1 (CD)
1. "What Doesn't Die" – 5:27
2. "Got the Time" – 3:25
3. "Caught in a Mosh" – 5:28
4. "Safe Home" – 5:37
5. "Room for One More" – 5:53
6. "Antisocial" – 4:51
7. "Nobody Knows Anything" – 4:04
8. "Fueled" – 4:26
9. "Inside Out" – 5:47
10. "Refuse to be Denied" – 5:11
11. "I Am the Law" – 6:10
12. "Only" – 5:28

### Disco 2 (DVD)
1. "What Doesn't Die" – 4:37
2. "Got the Time" – 3:18
3. "Caught in a Mosh" – 5:28
4. "Safe Home" – 5:36
5. "Room for One More" – 5:53
6. "Antisocial" – 4:51
7. "Nobody Knows Anything"– 4:04
8. "Belly of the Beast" – 4:26
9. "Inside Out" – 5:47
10. "Refuse to Be Denied" – 5:07
11. "604" – 0:35
12. "I Am the Law" – 6:09
13. "Only" – 5:28
14. "Be All, End All" – 7:10
15. "Indians" – 7:39
16. "Bring the Noise" – 7:11

## Personal
- John Bush – voz
- Rob Caggiano – guitarra líder
- Scott Ian – guitarra rítmica, coros
- Frank Bello – bajo, coros
- Charlie Benante – batería